# Hixam (nom)
Hixam és un nom masculí àrab —en àrab هشام, Hixām— que literalment significa ‘generositat’. Si bé Hixam és la transcripció normativa en català del nom en àrab clàssic, també se'l pot trobar transcrit Hisham, Hesham, Hicham. Aquest nom també el duen molts musulmans no arabòfons que l'han adaptat a les característiques fòniques i gràfiques de la seva llengua: en turc Hişam.
Vegeu aquí personatges i llocs que duen aquest nom.